# Tupirinna
Tupirinna is een geslacht van spinnen uit de familie van de loopspinnen (Corinnidae).

## Soorten
- Tupirinna albofasciata (Mello-Leitão, 1943)
- Tupirinna rosae Bonaldo, 2000
- Tupirinna trilineata (Chickering, 1937)